# 王超斌
王超斌（1956年—），汉族，中华人民共和国政治人物、第十一届全国政协委员。
担任河南省工商联副主席、河南省外商协会副会长。2008年，当选第十一届全国政协委员，代表经济界，分入第三十六组。